# شارل أنطوان لومير
شارل أنطوان لومير (1801-1871) (بالإنجليزية: Charles Antoine Lemaire)‏ هو عالم نبات فرنسي. اشتهر بمؤلفاته عن نبات الصبار.

## طفولته
هو ابن أنطوان تشارلز لومير وماري جين دافيو ، تلقى التعليم في سن مبكر واكتسب سمعة كونه باحثًا متميزًا. درس في جامعة باريس وعين أستاذاً للأدب الكلاسيكي هناك. في مرحلة ما ، نشأ اهتمامه بالنباتات وتطور من خلال ارتباطه بنيومان، وهو عالم النباتات يعمل في متحف التاريخ الطبيعي.